# Montasio
Montasio oz. montáž ali montáževec je poltrd italijanski sir, ki izvira iz italijanskih dežel Furlanije Julijske krajine in Benečije.

## Zgodovina
Sir je ime dobil po gori Montaž v zahodnem delu Julijskih Alp. V tem delu pogorja naj bi sedanjemu montažu podobne sire izdelovali že v 12. stoletju.
Domneva se, da so tehnike izdelave sira razvili v benediktinskem samostanu Svetega Gala (San Gallo) v Možcu, v pisnih virih pa  se sir montaž z imenom prvič omenja v odloku mesta Videm iz 22. avgusta 1773, s katerim so trgovcem naložili prodajo nekaterih izdelkov po fiksni ceni, vkjučno s sirom montaž, ki so jo določili na 19 beneških soldov za libro (tedaj cca. 300 do 500 g).

## Značilnosti
Sir ima obliko cilindričnega koluta, z ravnimi ali rahlo izbočenimi ploskvami s premerom 30-35 cm, največja višina 8 cm, teže med 6 in 8 kg. Testo je kompaktno, v odtenkih slamnato rumene barve, odvisno od starosti. Majhna sijoča očesa nepravilne oblike so v testu enakomerno razporejena. Na gladki, elastični in kompaktni svetlo rjavi skorji hleba sta odtisnjena ime sira in tudi datum izdelave.
Sir montaž izdelujejo v štirih oblikah, dokaj različnih po značilnostih, glede na čas staranja:
- »Fresco« je staran od 60 do 120 dni, testo je mehko, slamnato rumene barve, majhna očesa so enakomerna, okus je nežen.

- »Mezzano« (Semistagionato) je staran od 5 do 12 mesecev;

- »Stagionato« je staran več kot 12 mesecev;

- »Stravecchio« je staran več kot 18 mesecev.

Skorja je tanka, gladka, svetle slamnate barve pri različici Fresco, s staranjem postaja vse bolj trda, globoko slamnate barve in rjava. Testo je kompaktno, elastično, poltrdo, oljnato, slonokoščeno bele barve pri različici Fresco, s staranjem postaja vse bolj slamnato rumeno, trdo in drobljivo. Očesca so srednje drobna, pri mladem siru enakomerno razporejena, pri staranih različicah pa so redka in zelo drobna.

## Proizvodnja
Leta 1880 je bilo ustanovljeno prvo zadružno združenje (konzorcij) mlekarn oz. proizvajalcev tega sira. Leta 1984 je bil ustanovljen novi konzorcij z imenom Il Consorzio di Tutela del Formaggio Montasio D.O.P., s sedežem v Codroipu v Furlaniji.  Ministrstvo za kmetijstvo in gozdarstvo republike Italije je z odlokom  dne 16. marca 1987 konzorciju dodelil naloge nadzora, kontrole in trženja.
Odlok predsednika Italijanske republike z dne 13. marca 1986, določa kot proizvodno območje sira montaž celotno deželo Furlanijo - Julijsko krajino, v deželi Benečiji pa v pokrajinah Treviso in Belluno, pokrajino Benetke do Chioggie in severni del pokrajine Padova. Trenutno se sir montaž prideluje in stara v pokrajinah Videm (17 proizvajalcev), Pordenone (11), Belluno (1), Treviso (10), delno v pokrajinah Padova (1) in Benetke (2) ter na območju nekdanje goriške pokrajine (1).

## Zaščitena označba porekla
V Italiji so živila z zaščito označbe porekla označena s oznako »DOP« (Denominazione di origine protteta), med njimi je od leta 1986 tudi sir montaž.